# Gornja Ravska
Gornja Ravska (en serbe cyrillique : Горња Равска) est un village de Bosnie-Herzégovine. Il est situé sur le territoire de la ville de Prijedor et dans la république serbe de Bosnie. Selon les premiers résultats du recensement bosnien de 2013, il compte 82 habitants.

## Démographie

### Évolution historique de la population dans la localité
| 1948 | 1953 | 1961 | 1971 | 1981 | 1991 | 2013 |
| ---- | ---- | ---- | ---- | ---- | ---- | ---- |
| -    | -    | 428  | 389  | 378  | 308  | 82   |

|  |

### Communauté locale
En 1991, la communauté locale de Gornja Ravska comptait 554 habitants, répartis de la manière suivante :